# Formentin
Formentin és un municipi francès situat al departament de Calvados i a la regió de Normandia. L'any 2007 tenia 224 habitants.

## Demografia

### Població
El 2007 la població de fet de Formentin era de 224 persones. Hi havia 66 famílies de les quals 8 eren unipersonals (8 dones vivint soles i 8 dones vivint soles), 17 parelles sense fills, 37 parelles amb fills i 4 famílies monoparentals amb fills.
La població ha evolucionat segons el següent gràfic:
Habitants censats

### Habitatges
El 2007 hi havia 128 habitatges, 75 eren l'habitatge principal de la família, 44 eren segones residències i 9 estaven desocupats. Tots els 128 habitatges eren cases. Dels 75 habitatges principals, 64 estaven ocupats pels seus propietaris, 9 estaven llogats i ocupats pels llogaters i 1 estava cedit a títol gratuït; 1 tenia dues cambres, 7 en tenien tres, 15 en tenien quatre i 52 en tenien cinc o més. 62 habitatges disposaven pel capbaix d'una plaça de pàrquing. A 25 habitatges hi havia un automòbil i a 45 n'hi havia dos o més.

### Piràmide de població
La piràmide de població per edats i sexe el 2009 era:
| Homes | Edats   | Dones |
| ----- | ------- | ----- |
| 0     | 95 o +  | 0     |
| 0     | 90 a 94 | 0     |
| 0     | 85 a 89 | 4     |
| 0     | 80 a 84 | 0     |
| 12    | 75 a 79 | 4     |
| 0     | 70 a 74 | 4     |
| 0     | 65 a 69 | 0     |
| 4     | 60 a 64 | 8     |
| 0     | 55 a 59 | 0     |
| 0     | 50 a 54 | 0     |
| 16    | 45 a 49 | 4     |
| 12    | 40 a 44 | 4     |
| 12    | 35 a 39 | 8     |
| 12    | 30 a 34 | 24    |
| 0     | 25 a 29 | 4     |
| 0     | 20 a 24 | 0     |
| 4     | 15 a 19 | 20    |
| 4     | 10 a 14 | 12    |
| 16    | 5 a 9   | 12    |
| 16    | 0 a 4   | 12    |

## Economia
El 2007 la població en edat de treballar era de 152 persones, 114 eren actives i 38 eren inactives. De les 114 persones actives 105 estaven ocupades (60 homes i 45 dones) i 9 estaven aturades (5 homes i 4 dones). De les 38 persones inactives 8 estaven jubilades, 16 estaven estudiant i 14 estaven classificades com a «altres inactius».

### Ingressos
El 2009 a Formentin hi havia 75 unitats fiscals que integraven 208 persones, la mediana anual d'ingressos fiscals per persona era de 17.873 €.

### Activitats econòmiques
Dels 3 establiments que hi havia el 2007, 1 era d'una empresa de fabricació d'altres productes industrials i 2 d'empreses de construcció.
L'únic servei als particulars que hi havia el 2009 era una lampisteria.
L'any 2000 a Formentin hi havia 13 explotacions agrícoles que ocupaven un total de 580 hectàrees.

## Poblacions més properes
El següent diagrama mostra les poblacions més properes.